# كويتشي
كويتشي (باليابانية: コウイチ) هو ملاكم كيك بوكسينغ ياباني، ولد في 26 أكتوبر 1980 في نيغاتا في اليابان، وتوفي في 7 أبريل 2018.